# Ferdinand Heinrich Müller
Pour les articles homonymes, voir Ferdinand Müller (homonymie) et Müller.
Ferdinand Heinrich Müller (né le 2 mai 1805 à Stettin et mort le 8 avril 1886 à Berlin) est un historien, géographe et ethnographe prussien puis allemand.

## Biographie
Il fut professeur à l'université de Berlin et membre correspondant de la Société d'Histoire et d'Antiquité de Poméranie (de) (Gesellschaft für Pommersche Geschichte und Alterthumskunde) à Stettin.

## Publications sélectives
- Hannibal's heerzug über die Alpen (traduction en allemand de A Dissertation on the Passage of Hannibal over the Alps (1820), de Henry Lewis Wickham & John Antony Cramer), Berlin : Enslin, 1830.
- De rebus semitarum dissertatio historico-geographica, Berlin : Enslin, 1831.
- (de) Der Ugrische Volksstamm : oder Untersuchungen über die Ländergebiete am Ural und am Kaukasus in historischer, geographischer und ethnographischer Beziehung, Berlin : Duncker und Humblot, 1837 (lire en ligne).
- Historisch-geographische Darstellung des Stromsystems der Wolga, von Ferdinand Heinrich Müller. Berlin : C. G. Lüderitz, 1839. - 679 S.
- (de) Die deutschen Stämme und ihre Fürsten, oder historische Entwickelung der Territorial-Verhältnisse Deutschlands im Mittelalter, Berlin : Lüderitz, 1840 (lire en ligne).